# Nikolaus Gysis

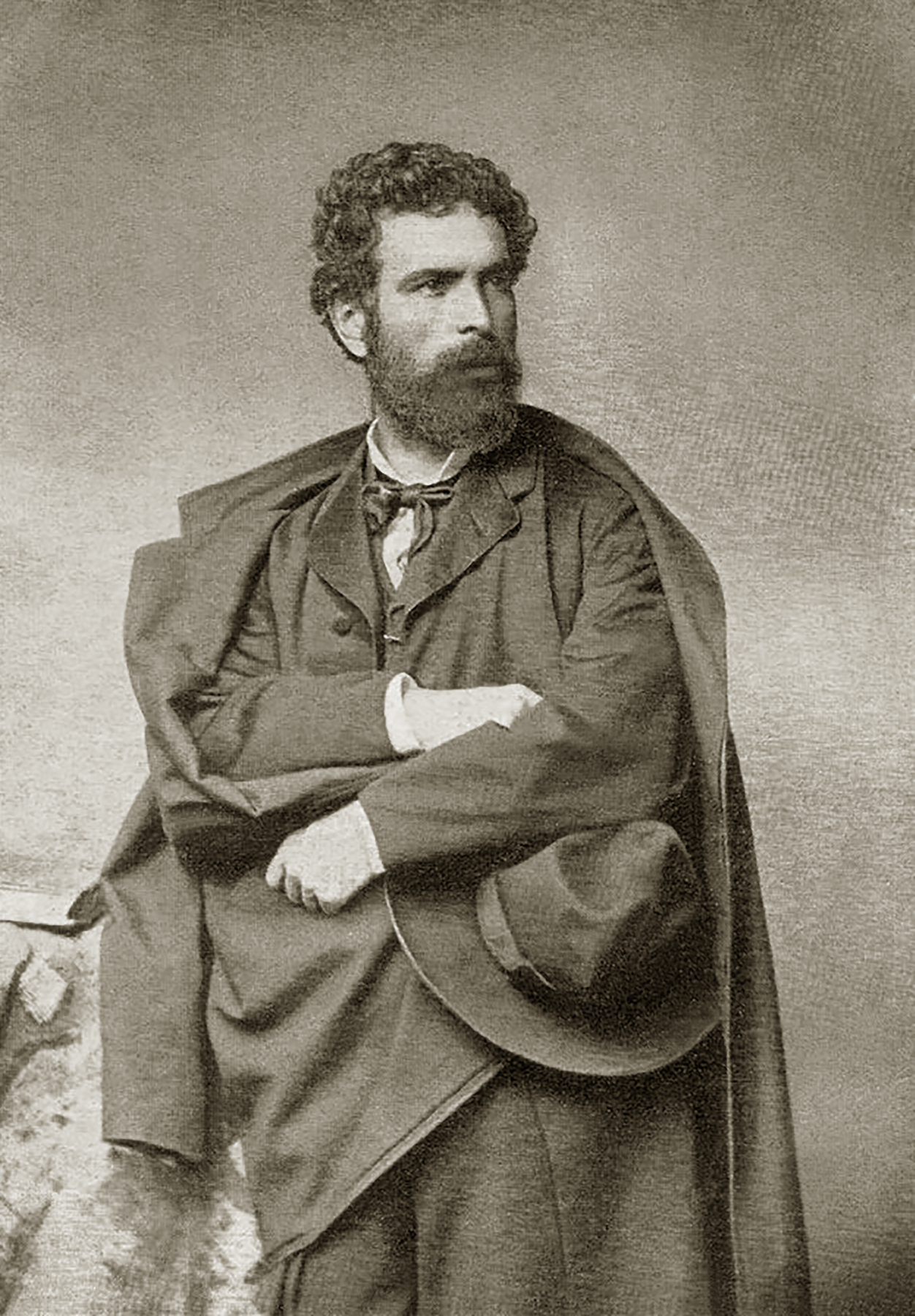
Nikolaus Gysis

Im Studium (1883)

Nikolaus Gysis (griechisch Νικόλαος Γύζης Nikolaos Gyzis, * 1. März 1842 in Sklavochori auf Tinos, Griechenland; † 4. Januar 1901 in München) war ein griechischer Genre- und Monumentalmaler, der die meiste Zeit seines Lebens und Schaffens in Deutschland verbrachte.

## Leben

### Schuljahre
Gysis wurde als Sohn eines Zimmermannes, Onoufrios und seiner Ehefrau Margarita, geb. Psalti, geboren.
Ab 1850 besuchte er die Volksschule von Karamanos in der Athenerstraße, mit besonderer Vorliebe für Zeichenstunden. Nach der Überredung des Vaters durch Mutter und Nachbarschaft besuchte er das Polytechneion (Polytechnische Schule) vier Jahre lang, ohne jedoch wegen seines jugendlichen Alters offiziell eingeschrieben zu sein.
Mit zwölf Jahren kam er 1854 an das Polytechnikum als eingeschriebener Schüler. Seine Lehrer waren u. a. Philippos und Georgios Margaritis, Agathangelos Triantaphyllou und Ludwig Thiersch. Am 21. Mai 1865 erhält Gysis vom Evangelistria-Kloster in Tinos ein Stipendium. Auf den Rat Nikiphoros Lytras, eines Malerkollegen, der bei Karl von Piloty in München studiert hatte, beschloss Gysis ebenfalls dorthin zu wechseln.

### Akademiezeit

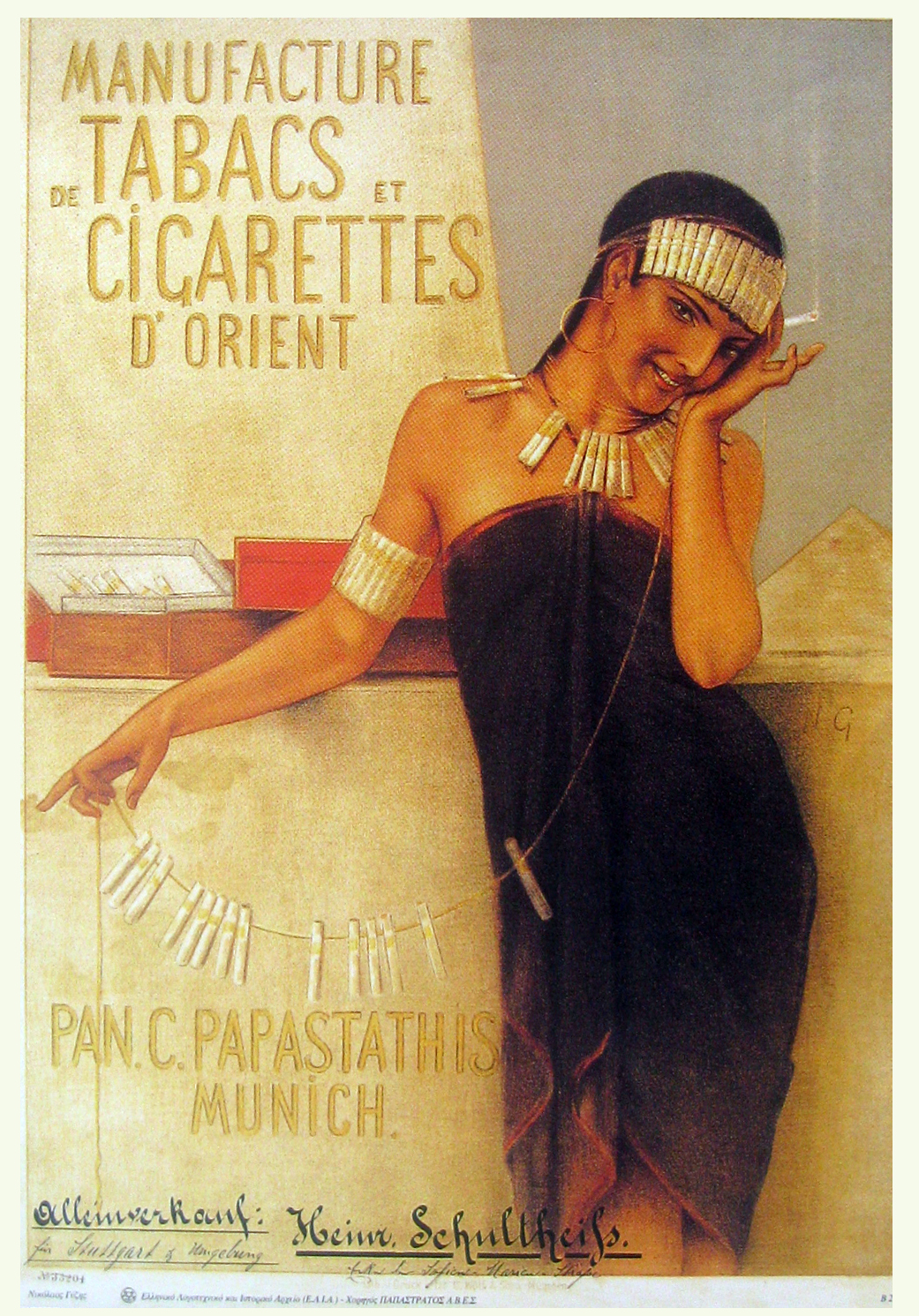
Werbung für die Münchener Tabakfabrik Papastathis

München war zu dieser Zeit neben Paris aufgrund des hervorragenden Rufs seiner Akademie der Bildenden Künste München im Allgemeinen, und Lehrern wie Piloty im Besonderen, die bedeutendste und wichtigste Kunstschmiede Europas. Viele junge griechische Kunststudenten, die seit der Mitte des 19. Jahrhunderts in München eintrafen, wurden durch die Kulturpolitik Ludwigs I. in der bayerischen Metropole sehr gefördert. Unter den Griechen, die an der Münchener Akademie studierten, war Nikolaus Gysis einer der bedeutendsten.
Am 1. Juni 1865 begann die Reise nach München über Tinos, Syra, Triest, Wien und Salzburg. Im Oktober desselben Jahres erfolgte seine Aufnahme an der Akademie in die Antikenklasse von Hermann Anschütz. Ebenfalls 1865 fertigte sein Studienfreund Max Fürst ein Ölgemälde von Nikolaus Gysis an. Nach vorbereitendem Unterricht bei Anschütz und Alexander Wagner nahm ihn Piloty 1868 in sein Meisteratelier auf, das er bis 28. März 1871 besuchte.

### Reise

Orientalischer Krieger

1869 kam Gustave Courbet nach München, um bei der I. Internationalen Kunstausstellung teilzunehmen. Es war damals nicht nur für Leibl und seinen Kreis eine Bestätigung und Offenbarung, auch Gysis und andere Münchener Künstler bekamen von Courbets Werk wichtige Impulse.
1872 ging Gysis nach Athen, wo er von seinen Landsleuten schon als bekannter Künstler gefeiert wurde, und bereiste 1873 mit Nikiphoros Lytras Kleinasien, kehrte aber im folgenden Jahr nach München zurück.
Seine Heimat besuchte er noch zweimal, blieb aber sein Leben lang in München, wo er ab 1882 bis zu seinem Tod an der Akademie unterrichtete. Seit seinem Aufenthalt in München war Nikolaus Gysis mit Franz von Defregger befreundet, mit dem er in den 1870er Jahren auch Reisen unternahm.
Von Juli bis Ende September 1874 mietete Gysis zusammen mit Lytras das Atelier von Gabriel Max und wohnte in der Bayerstraße 49/III. 
1878 wurden drei Werke von ihm auf der Pariser Weltausstellung gezeigt, eines errang eine Medaille dritter Klasse. Am 16. Oktober wurde er zum Professor berufen und unterrichtete fortan an der Akademie der Bildenden Künste in München, es folgte die Ernennung zum „ordentlichen Akademieprofessor“ am 1. Juni 1888.

### Letzte Jahre

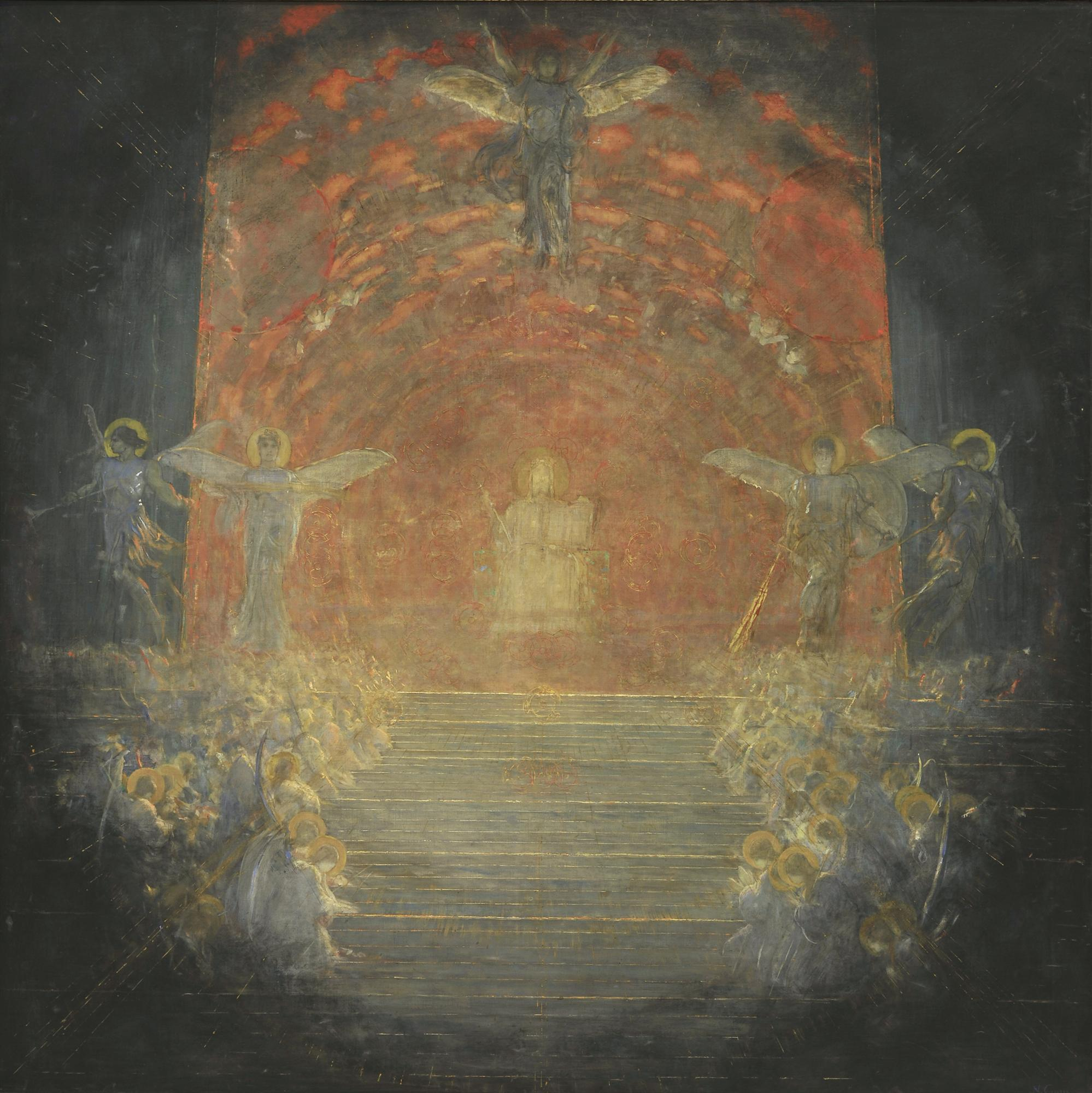
Siehe der himmlische Bräutigam (unvollendet)

Im Jahr 1900 wurde ihm ein sechsmonatiger Urlaub wegen Krankheit gewährt. In seiner Abwesenheit wurde er durch einen seiner Schüler unter der Aufsicht von Professor Ludwig von Löfftz vertreten.
Nikolaus Gysis starb am 4. Januar 1901 in seiner Wohnung in der Münchner Luisenstraße 50 an den Folgen einer Leukämieerkrankung. Beerdigt wurde er auf dem Münchener Nordfriedhof.

## Familie
1877 heiratete Gysis Artemis Nasos, der er in Athen begegnete. Mit ihr hatte er fünf Kinder, vier Töchter und einen Sohn. Die Ereignisse seines Familienlebens waren:
- 1878 am 7. Juni Geburt des ersten Kindes Penelope, sie starb am 19. Juni
- 1879 Geburt der Tochter Margarita-Penelope
- 1881 Geburt der Tochter Margarita. Ende September Tod der Mutter
- 1882 Anfang März Tod des Vaters
- 1884 Geburt des Sohnes Onoufrios-Telemach
- 1890 Geburt der Tochter Iphigenia (Iphigenie)
- 1900 im Frühjahr Tod seiner Schwester Marigo

## Stil

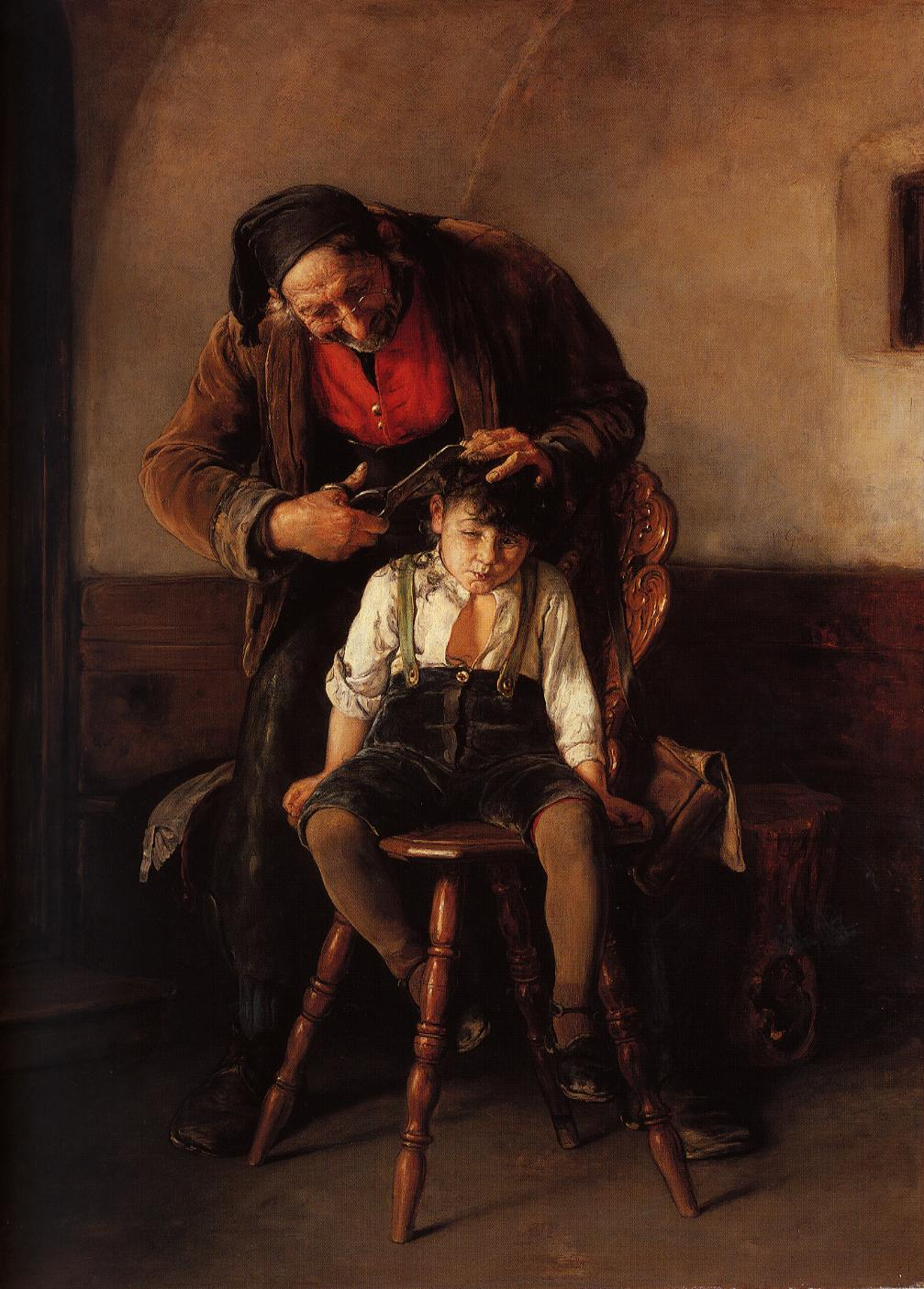
Der Barbier (1880)

Gysis war „einer der wenigen Schüler Pilotys, die den Wert der Zeichnung in einer eigenen Form zu schätzen verstanden“. Seine Kompositionsentwürfe und die dazugehörigen Studien wurden schon zu seinen Lebzeiten bewundert. Wesentliche Stilmerkmale Pilotys behielt Gysis auch in späteren Arbeiten bei, etwa die konsequente und präzise Durcharbeitung der Zeichnung, die konsequente Nutzung des Bildraums für die Entwicklung des Szenischen bei oft recht bühnenhafter Ausleuchtung.
Er befasste sich mit Genremalerei, Landschaftsstudien, Stillleben, Porträts, Diplomen, Plakaten, sowie mit mythologischen, historischen, allegorischen und religiösen Themen. Auch eine Buchillustration, Karikaturen und selbst eine Reihe von Tonstatuetten und Reliefs gehören zu seinem Werk.
Nikolaus Gysis der bereits zu Lebzeiten international als einer der bedeutenden Genremaler der Münchner Schule gefeiert wurde, lebte wie viele andere erfolgreiche Münchener Kollegen auch, nicht zuletzt von Bestellungen ausländischer Käufer. Dementsprechend war ein Gutteil seiner Produktion für Export bestimmt. Er hatte Abnehmer in England, den USA und in seiner Heimat Griechenland.

## Werke

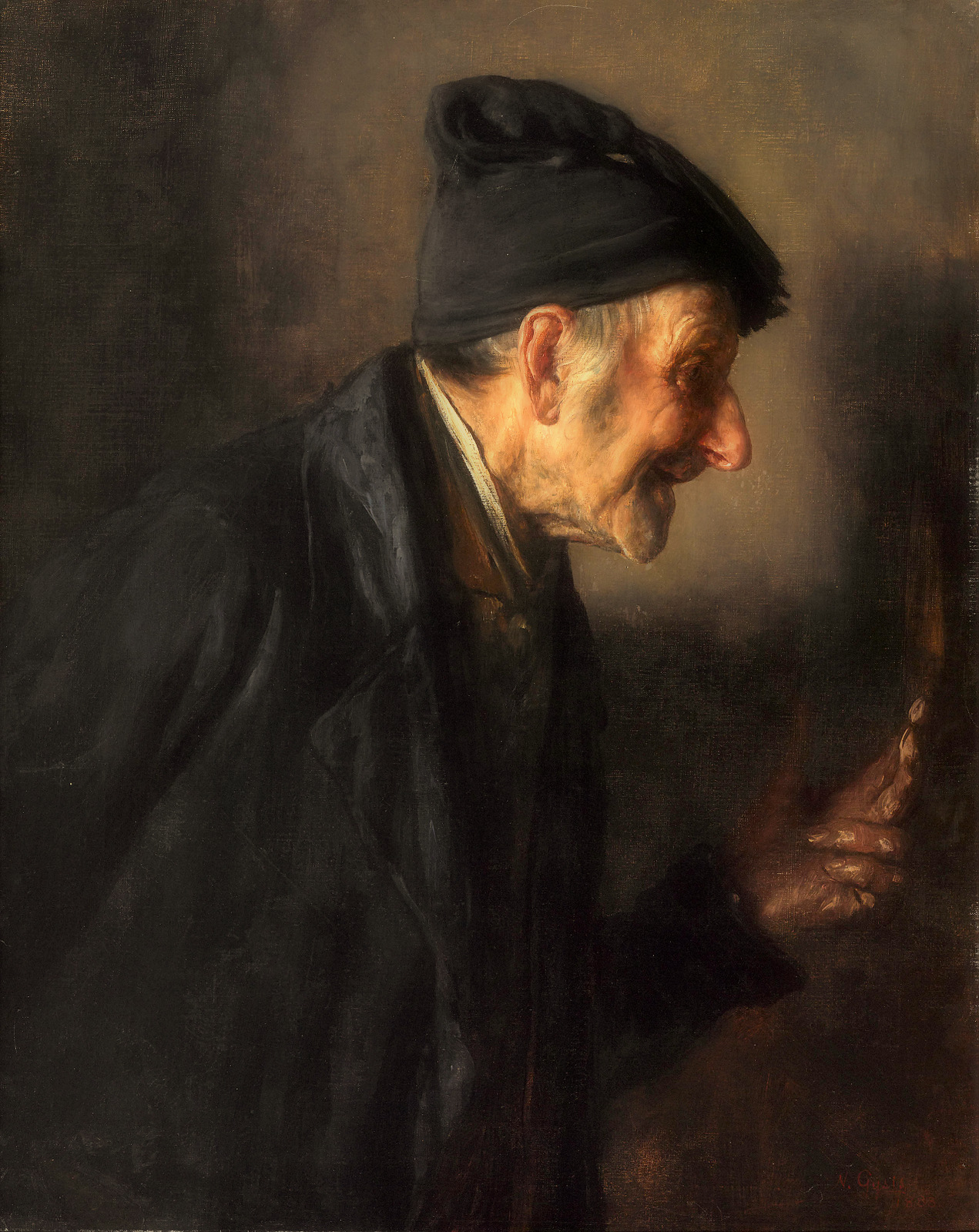
Alter Bauer 1883.

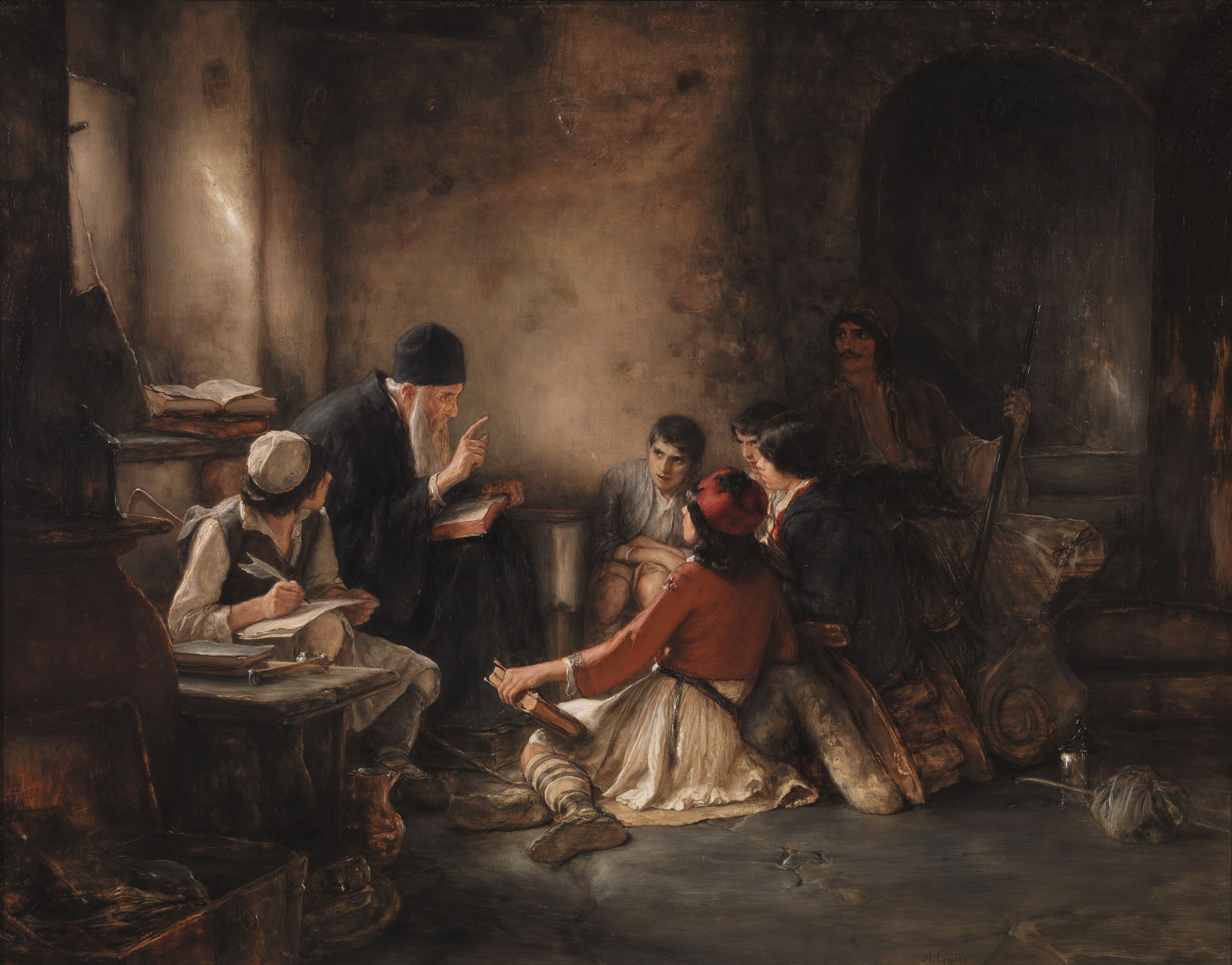
Die geheime Schule (1885/86).

Sein berühmtestes Bild stellt eine der so genannten „geheimen Schulen“ dar. Das Bild, das in Griechenland jedes Schulkind kennt, zeigt eine Gruppe von griechischen Schülern, die im Geheimen unterrichtet werden. Dass die Türken während der Besetzung Griechenlands den Unterricht in griechischer Sprache verboten haben und das Griechentum nur dank geheimem Unterricht in den Klöstern überlebt hat, wird von türkischer Seite bestritten und als Legende bezeichnet. Tatsächlich waren aber die Klöster wichtige Vermittler der griechischen Tradition, die naturgemäß von den Besetzern nicht gefördert wurde.
Eins seiner wichtigsten Gemälde ist das Werk „Alter Bauer“, das einen lustigen Oberbayrischen alten Mann zeigt und aus dem Jahr 1883 stammt. Dieses Gemälde war Eigentum der bedeutenden Münchner Galerie Heinemann, die es in der Leipziger Jahresausstellung in Leipzig am 20. November 1913 für 1.600 Reichsmark verkauft hatte, ein für die damalige Zeit exorbitanter Preis. Das Gemälde wurde im Archiv der Galerie unter der Nummer 12061 geführt. Es befindet sich heute in einer privaten Sammlung.

## Schüler
Schüler von Gysis an der Akademie waren unter anderem Maximilian Wachsmuth, Georgios Jakobides, Ernst Oppler, Fritz Osswald, Walter Thor, Paul Thiem, Wilhelm Donaubauer und Alfred Juergens.